# Jean Bollack

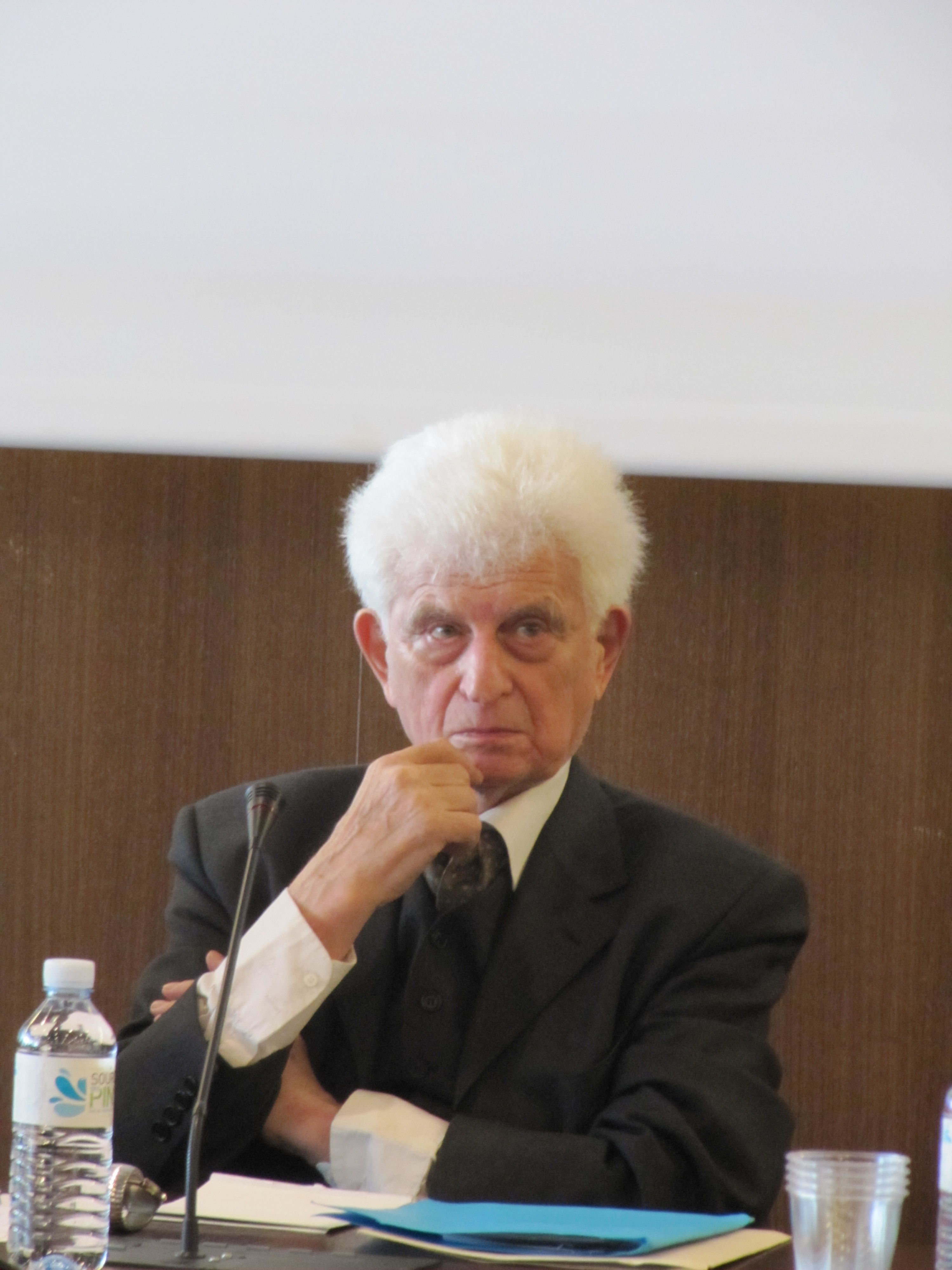
Jean Bollack, Februar 2011

Jean Bollack (* 15. März 1923 in Straßburg; † 4. Dezember 2012 in Paris) war ein französischer Altphilologe und Philosoph.

## Leben
Jean Bollack wurde in eine elsässisch-jüdische Familie geboren und ist zweisprachig aufgewachsen. Er besuchte das Humanistische Gymnasium in Basel. Dort war Georg Peter Landmann sein Latein- und Griechischlehrer. Er studierte klassische Philologie an der Universität Basel, u. a. bei Peter von der Mühll und Albert Béguin, und ab 1945 an der Universität Paris, wo er bei Pierre Chantraine arbeitete.
Von 1955 bis 1958 war Bollack Gastdozent an der Freien Universität Berlin, von 1958 bis 1992 war er Professor für griechische Literatur und Philosophie an der Universität Lille. Dort gründete er das Forschungszentrum für Philologie und Hermeneutik (Centre de recherche philologique) und an der Maison des Sciences de l’Homme (Paris) ein Zentrum für die Geschichte der Interpretation. Seine von zahlreichen bedeutenden Schülern getragene Forschungsrichtung wird als École de Lille bezeichnet. 1982/1983 war er Fellow des Wissenschaftskollegs zu Berlin.
Die Philologin Mayotte Bollack war seine Ehefrau und zugleich enge Mitarbeiterin. Mit dem Dichter Paul Celan verband ihn eine enge Freundschaft. 
Schwerpunkte der Arbeiten Bollacks waren die antike griechische Tragödie und Philosophie, die Hermeneutik und Literaturtheorie, die Geschichte der Philologie und der Universitäten sowie die moderne und zeitgenössische Literatur. In all diesen Bereichen geht es ihm darum, eine „allgemeine Philologie“ herauszuarbeiten. Er war außerdem Herausgeber der Fischer Weltgeschichte.
Der Nachlass Jean Bollacks liegt im Schweizerischen Literaturarchiv in Bern. Ein Forschungsprojekt des Schweizerischen Nationalfonds und der Universität Freiburg i.Ü. arbeitet diesen Nachlass auf. Im Dezember 2021 fand in Bern und Fribourg eine internationale Tagung zu Jean Bollack - Lectures d’un lecteur statt.

## Schriften (Auswahl)
Zur griechischen Tragödie und Philosophie
- Empédocle 1: introduction à l'ancienne physique, Paris, Minuit, coll. "Le sens commun", 1965.
- Empédocle 2: «Les Origines», Édition et traduction des fragments et des témoignages, Paris, Minuit, coll. "Le sens commun", 1969.
- Empédocle 3: «Les Origines», Commentaire, Paris, Minuit, coll. "Le sens commun", 1969.
- Héraclite ou la séparation, en collaboration avec Heinz Wismann, Paris, Minuit, coll. "Le sens commun", 1972.
- La Grèce de personne: les mots sous le mythe, Paris, Seuil, coll. "L'ordre philosophique", 1997.
- Euripide, Iphigénie à Aulis, trad. en coll. avec Mayotte Bollack, Paris, Minuit, 1990.
- Euripide, Andromaque, trad. en coll. avec Mayotte Bollack, Paris, Minuit, 1994.
- La naissance d'Oedipe, (traduction et commentaires d'Oedipe roi), Gallimard, 1995.
- Euripide, Hélène, trad. en coll. avec Mayotte Bollack, Paris, Minuit, 1997.
- Sophocle, Antigone, trad. en coll. avec Mayotte Bollack, Paris, Minuit, 1999.
- Empédocle, Les Purifications. Un projet de paix universelle. Édité, traduit et commenté par Jean Bollack. Points, Paris 2003.
- Euripide, Les Bacchantes, trad. en coll. avec Mayotte Bollack, Paris, Minuit, 2004.
- Dionysos et la tragédie, Bayard, 2005.
- Parménide, de l'étant au monde, Verdier poche, Lagrasse poche, 2006

Zur Hermeneutik
- Sens contre sens. Comment lit-on ? Entretiens avec Patrick Llored.2000.

Zur Geschichte der Philologie
- Jacob Bernays: un homme entre deux mondes, Paris 1998. Deutsche Übersetzung von Tim Trzaskalik: Ein Mensch zwischen zwei Welten: Der Philologe Jacob Bernays. Mit einem Vorwort von Renate Schlesier. Wallstein, Göttingen 2009, ISBN 978-3-8353-0489-5.
- Mallarmé. Herausgegeben und übersetzt von Tim Trzaskalik. Matthes & Seitz Berlin, Berlin 2015, ISBN 978-3-95757-159-5.

Zu Paul Celan
- Pierre de coeur (Un poème inédit de Paul Celan), Pierre Fanlac Editeur, 1991.
- Paul Celan. Poetik der Fremdheit (Wien 2000).
- Poésie contre poésie (Celan et la littérature), Puf, "Perspectives germaniques", 2001.
- L’écrit. Une poétique dans l’œuvre de Paul Celan (2003)

Herausgebertätigkeit / Geschichte
- Reihenherausgeber der Fischer Weltgeschichte (36 Bände, 1966–1981)